# Lago Península
El lago Península es un lago en la Argentina. Se encuentra ubicado en el departamento Río Chico, en el centro-norte de la provincia de Santa Cruz, Patagonia. Se ubica completamente dentro del parque nacional Perito Moreno.

## Geografía
El lago Península se encuentra a 18 km al sur del cerro San Lorenzo (ubicado en la frontera argentino-chilena y con 3706 metros de altura). Consta de tres partes separadas por dos brazos estrechos. Se encuentra en una cuenca de origen glaciar que comparte con el lago Mogote al suroeste, aguas arriba. Su emisario surge su extremo sureste y se dirige al lago Volcán a unos 4,3 kilómetros de distancia. El lago península es parte de la cuenca del río Pascua que desemboca en el océano Pacífico en territorio chileno.
El lago es un eslabón de una cadena de lagos glaciares en los Andes Patagónicos. Sus aguas desembocan en el lago Volcán que alimenta al lago Belgrano a través del río Volcán. El Lago Belgrano comunica con el lago Azara, que depende del lago Nansen. El emisario de la serie de los lagos es el río Carrera que desemboca en el río Mayer poco antes de cruzar la frontera con Chile. En Chile, el Mayer se une el brazo noreste del lago O'Higgins/San Martín. Finalmente las aguas de este lago fluyen al Río Pascua.